# ژئومورفولوژی اقلیمی

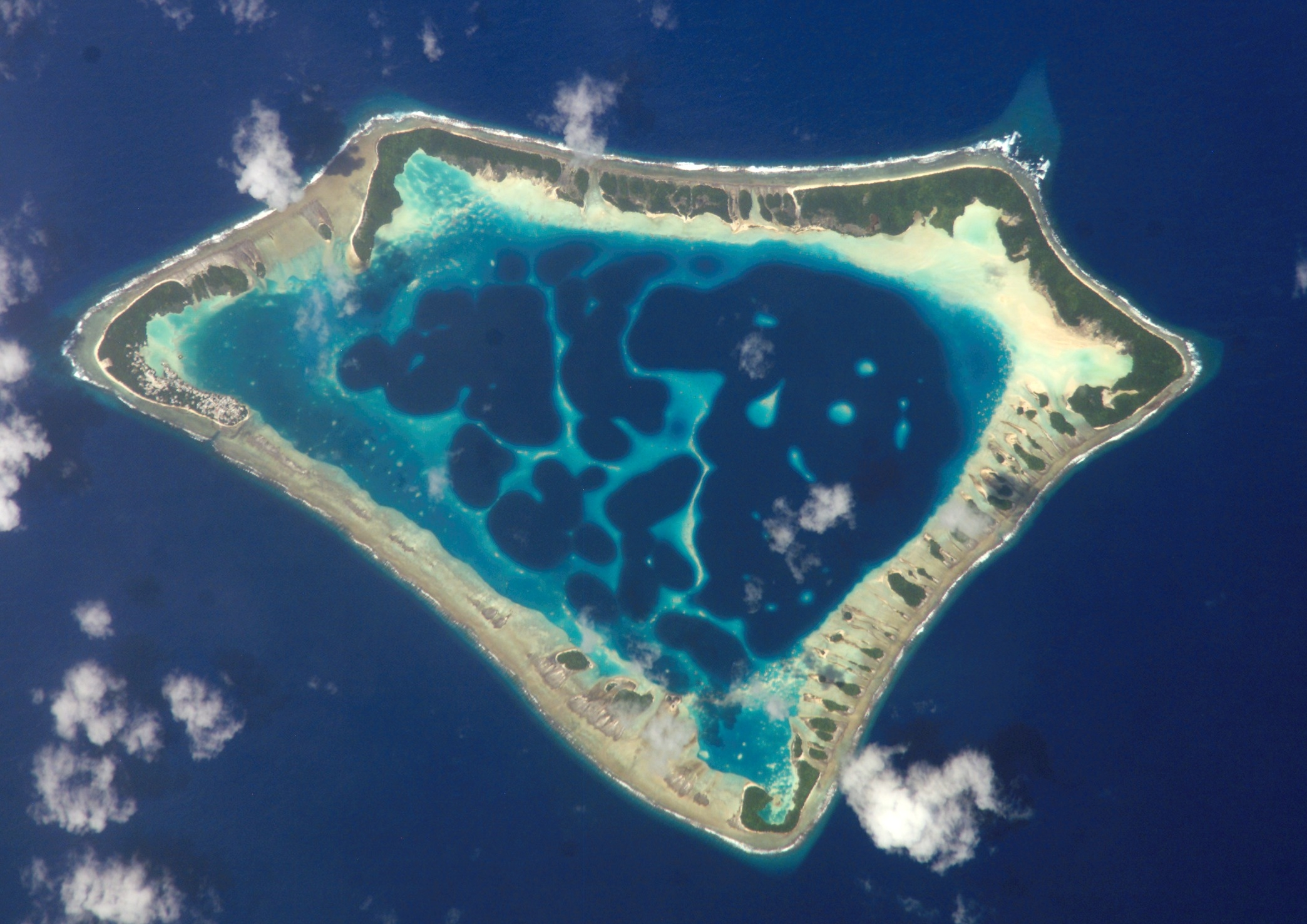
آب‌سنگ‌های حلقوی شبیه اتافو در توکلائو در اقیانوس آرام، زمین‌چهر‌های مرتبط با اقلیم حارّه‌ای هستند. هیچ آب‌سنگ مرجانی خارج از مناطق حارّه‌ای وجود ندارد.

ژئومورفولوژی اقلیمی (انگلیسی: Climatic geomorphology) مطالعه نقش اقلیم در شکل‌دهی لندفرم‌ها و فرایندهای سطح زمین است. رویکردی که در ژئومورفولوژی اقلیمی استفاده می‌شود، مطالعه لندفرم‌های باقی‌مانده برای پی‌بردن به اقلیم‌های گذشته زمین است. با توجه به این‌که ژئومورفولوژی اقلیمی به مطالعه اقلیم‌های گذشته زمین می‌پردازد، گاهی آن را بخشی از زمین‌شناسی تاریخی به‌شمار می‌آورند. از آنجا که ویژگی‌های چشم‌انداز در یک منطقه ممکن است تحت شرایط اقلیمی متفاوتی نسبت به حال حاضر تکامل یافته باشد، مطالعه مناطق ناهمگون از نظر اقلیمی می‌تواند به درک بهتر چشم‌اندازهای امروزی کمک کند. برای نمونه، ژولیوس بودل هر دو نوع فرایندهای پیرایخچالی در جزایر سوالبار و فرایندهای هوازدگی در بخش‌های حارّه‌ای هند را به منظور درک منشأ ناهمواری‌های اروپای مرکزی مطالعه کرد و استدلال کرد که این ناهمواری‌ها، لندفرم‌هایی هستند که در زمان‌های مختلف و در اقلیم‌های مختلف شکل گرفته‌اند.

## زیرشاخه‌ها
هر یک از زیر شاخه‌های مختلف ژئومورفولوژی اقلیمی بر محیط‌های اقلیمی خاص تمرکز دارند.

### ژئومورفولوژی بیابانی
ژئومورفولوژی بیابانی یا ژئومورفولوژی سرزمین‌های خشک و نیمه‌خشک، در برخی از زمین‌چهرها و فرایندها با مناطق مرطوب‌تر اشتراک دارد. یکی از ویژگی‌های متمایز مناطق خشک و نیمه‌خشک، نبود یا کمبود پوشش گیاهی است که بر فرایندهای رودخانه‌ای و دامنه‌ای مربوط به فعالیت باد و نمک تأثیر می‌گذارد. کارهای اولیه در ژئومورفولوژی بیابانی توسط کاوشگران غربی در مستعمرات کشورهای خود در آفریقا (آفریقای غربی فرانسه، آفریقای جنوب باختری آلمان، صحرای لیبی) در مناطق مرزی کشورهای خودشان (غرب ایالات متحده آمریکا، صحرای استرالیا) یا در بیابان‌های کشورهای خارجی مانند امپراتوری عثمانی، امپراتوری روسیه و چین انجام شده‌است. از دهه ۱۹۷۰، ژئومورفولوژی بیابانی در زمین به یافتن چشم‌اندازهای مشابه در مریخ نیز کمک کرده‌است.

### ژئومورفولوژی پیرایخچالی
ژئومورفولوژی پیرایخچالی، به عنوان یک رشته، به علم کواترنری و زمین‌یخ‌شناسی نزدیک اما متفاوت است. ژئومورفولوژی پیرایخچالی به زمین‌چهرهای اقلیم سرد غیر یخبندان در مناطق با و بدون یخبندان دائمی مربوط می‌شود. اگرچه تعریف منطقه پیرایخچالی واضح نیست، اما یک تخمین محافظه‌کارانه این است که یک چهارم سطح زمین دارای شرایط پیرایخچالی است. فراتر از این مناطق، یک چهارم یا یک پنجم دیگر یا سطح زمین نیز در دوره پلیستوسن شرایط پیرایخچالی داشته‌اند.

### ژئومورفولوژی حارّه‌ای
اگر مناطق حاره‌ای به عنوان منطقه ای بین ۳۵ درجه شمالی و ۳۵ درجه جنوبی تعریف شود، آنگاه حدود ۶۰ درصد از سطح زمین در این منطقه قرار دارد. در بیشتر طول سده بیستم، ژئومورفولوژی حارّه‌ای به دلیل سوگیری نسبت به اقلیم‌های معتدل نادیده گرفته و با آن با عنوان بیگانه برخورد می‌شد. ژئومورفولوژی حارّه‌ای عمدتاً از نظر شدت و سرعت عمل فرایندهای سطحی و نه بر اساس نوع فرایندها، با دیگر مناطق متفاوت است.  مناطق حارّه‌ای با اقلیم خاصی مشخص می شوند که ممکن است مرطوب یا خشک باشد. مناطق حارّه‌ای نسبت به مناطق معتدل دارای مناطقی با درجه حرارت بالا، شدت بالای بارندگی و تبخیر و تعرق هستند که همه آنها ویژگی‌های اقلیمی مربوط به فرایندهای سطحی به‌شمار می‌روند. یکی دیگر از ویژگی‌ها، که به خودی خود مربوط به اقلیم امروزی نیست، این است که بخش بزرگی از مناطق حارّه‌ای دارای ناهمواری‌های کم است که از قاره گندوانا به ارث رسیده است.

### کتابشناسی
- French, Hugh M. (2007). The Periglacial Environment (3rd ed.). John Wiley & Sons Ltd. pp. 458. ISBN 978-0-470-86588-0.
- Goudie, Andrew S. (2013). Arid and Semi-Arid Geomorphology. Cambridge University Press. pp. 454. ISBN 978-1-107-00554-9.
- Gupta, Avijit (2011). "Introduction". Tropical Geomorphology. Cambridge University Press. pp. 394. ISBN 978-0-521-87990-3.